# Національний парк Хлонг-Лан
Національний парк  Хлонг-Лан  (тайський คลองลาน) — національний парк у Таїланді, займає площу 420 км².

## Опис

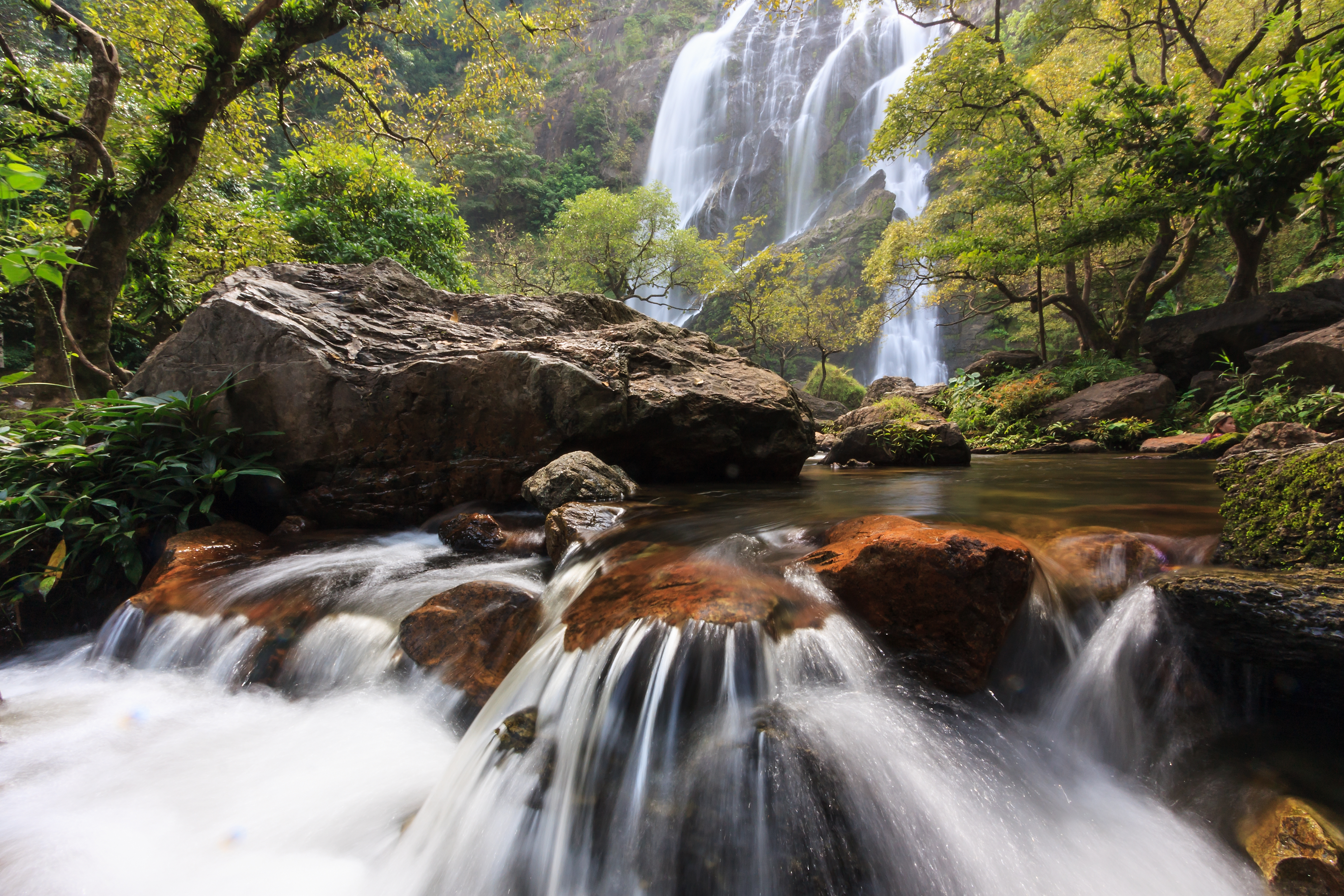
Водоспад Хлонг Лан

Національний парк Хлонг-Лан  розташований на  гірському хребті Давна. 
Парк розташований на заході Таїланду в провінція Кампхенгпхет. 
Рельєф парку скелястий і горбистий. Вздовж хребта Давна гори вкриті лісом.  Найвищий пік Хлонг- Лан має висоту 1439 метрів над рівнем моря. Тут беруть початок притоки річки Пінг  Хлонг-Хлунг і Хлонг-Суан Мак. Найвідвідуваніший  у парку Хлонг-Лан  водоспад Хлонг-Нам-Лай , який має висоту 95 метрів.

## Історія
Національний парк був створений 25 грудня 1985 року і став 44-м парком серед національних парків країни.

## Зовнішні посилання
- Національний Парк Відділ